# Jules Gravereaux
Pour les articles homonymes, voir Gravereaux.
Jules Gravereaux (1er mai 1844 à Vitry-sur-Seine — 23 mars 1916 à Paris) est un rhodologue français, qui a notamment créé la première roseraie moderne, la roseraie du Val-de-Marne. Il est le grand-oncle et parrain de l'illustrateur Jacques Touchet.

## Biographie
Jules Gravereaux est né le 1er mai 1844 à Vitry-sur-Seine, de Jean Narcisse Gravereaux, menuisier, et de Marie Henriette Gervais.
En mars 1856, il entre en apprentissage chez un bonnetier de la rue du Bac. Il est employé deux ans plus tard dans une mercerie, chez Aristide Boucicaut et sa femme. En 1852, M. et Mme Boucicaut achètent les terrains vagues situés en face de leur mercerie et y font construire Le Bon Marché.
Jules Gravereaux commence au Bon Marché en 1864 comme simple vendeur puis progresse peu à peu. Après un passage au magasin du Louvre et au magasin de la Paix (1866-1870), il revient au Bon Marché comme «Premier» au rayon "Gants, Ombrelles et Eventails".
En août 1873, il épouse Laure Thuillier.
Compte tenu des résultats qu'il obtient comme chef de rayon au Bon Marché, il devient, à partir de 1874, « intéressé » et touche un pourcentage sur les profits du magasin. Après la mort de monsieur Boucicaut, et selon la volonté de celui-ci, son épouse transforme le Bon Marché en association coopérative qu'elle forme avec plusieurs de ses employés ; Jules Gravereaux est l'un des plus importants « associés commanditaires », acquérant des parts qui prendront de la valeur et constitueront la base de sa fortune.
Mme Boucicaut n'a pas d'héritier et, à sa mort, elle lègue toutes ses parts du Bon Marché à ses employés en fonction de leur ancienneté. Présent depuis le début, Jules Gravereaux augmente ainsi son patrimoine financier, déjà fort important. En 1888, alors qu'il n'a que quarante-quatre ans, il prend sa retraite.
En 1892, il achète une vaste propriété à L'Haÿ. Il y développe une collection de roses très importante. En 1899, il contacte le fameux paysagiste Édouard André et ensemble, ils mettent au point le premier jardin de l'époque dédié aux roses, une roseraie.
En 1901, le ministère de l'Agriculture lui demande d'étudier la récolte des plants sauvages du genre Rosa et la production horticole et industrielle de roses à parfum. Il part dans les Balkans pour effectuer cette mission.
De retour à L'Haÿ, il souhaite créer de nouvelles roses à parfum, qui faciliteraient notamment les procédés de distillation. Il travaille sur des hybrides de Rosa rugosa et met au point la rose 'Rose à parfum de L'Haÿ'. La rose 'Commandeur Jules Gravereaux' (Croibier, 1906) lui rend hommage.
Jules Gravereaux a participé à la reconstitution de la collection de roses de l'impératrice Joséphine au château de la Malmaison. Il est également à l'origine de la roseraie du parc de Bagatelle ainsi que de celle de l'Élysée.
Il créa de nombreuses roses, dont une 'Daniel Lesueur', du pseudonyme d'une femme de lettres très connue en son temps.
Nommé chevalier de la Légion d'honneur en juin 1902, il est promu officier en mai 1910 et promu commandeur du Mérite agricole pour avoir développé le goût des roseraies et le commerce des roses. En 1914, la ville de L'Haÿ prend le nom de L'Haÿ-les-Roses.
Jules Gravereaux meurt à Paris le 23 mars 1916.

## Distinctions
- Chevalier de la Légion d'honneur (1902)
- Officier de la Légion d'honneur (1910)
- Commandeur de l'ordre du Mérite agricole

## Liste partielle des publications

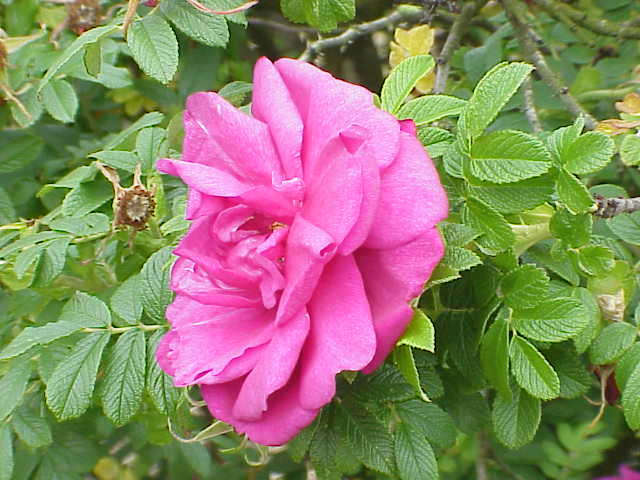
Rosa rugosa var. 'Roseraie de L'Haÿ' (1901).

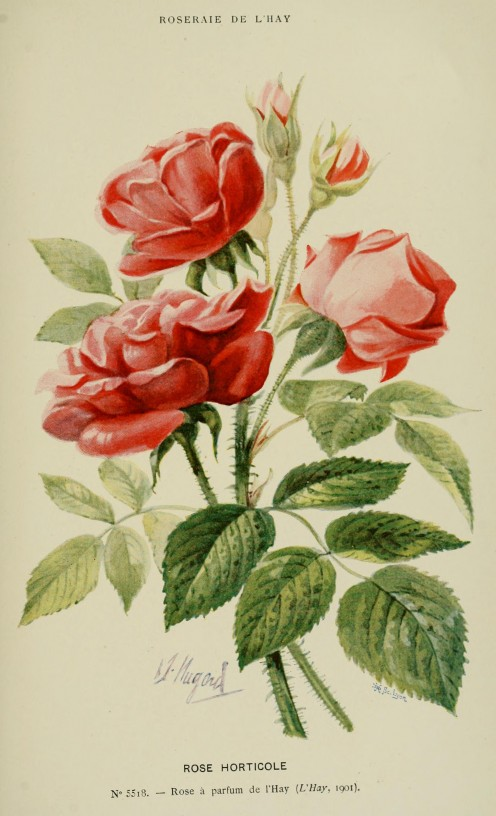
Hybride de Rosa rugosa var. 'Parfum de L'Haÿ' (1901).

- Collection botanique du genre Rosa (1899).
- Catalogue des roses cultivées à L'Haÿ (1900).
- Rapport sur la culture des roses dans la péninsule des Balkans; in Bulletin du Ministère de l'Agriculture (1901).
- Les Roses cultivées à L'Haÿ en 1902. Essai de classement (1902).
- Manuel pour la description des rosiers (1906).
- Les Roses à parfum et la fabrication de l'essence à la Roseraie de L'Haÿ de 1901 à 1905; in Bulletin de l’Office de renseignements agricoles (1906).
- La Rose dans les sciences, dans les arts et dans les lettres (1906).
- Guide pour servir à la visite de notre exposition rétrospective de la rose (1910).
- La Malmaison. Les roses de l'Impératrice Joséphine. Édit. d'Art et de Littérature. Paris. 1912.

## Quelques obtentions
- 'La France Victorieuse', hybride de thé
- 'Rhodologue Jules Gravereaux'
- 'Rhodophile Gravereaux'
- 'Madame Jules Gravereaux', la plus répandue aujourd'hui, à ne pas confondre avec 'Madame Jules Gravereaux' (Soupert & Notting, 1900)
- Rosa rugosa var. 'Amélie Gravereaux' (nommée d'après sa fille)
- Rosa rugosa var. 'Rose à Parfum de L’Haÿ'
- Rosa rugosa var. 'Roseraie de L’Haÿ'
- 'Rosomane Gravereaux'